# 2029년 동계 아시안 게임
제10회 동계 아시안 게임(아랍어: دورة الألعاب الآسيوية الشتوية 2029)은 2029년에 사우디아라비아 네옴에서 개최될 예정인 동계 아시안 게임이다. 사상 최초로 동아시아 국가(대한민국, 일본, 중국) 또는 카자흐스탄이 아닌 아랍 국가에서 개최될 예정인 동계 아시안 게임이다.

## 유치 과정
아시아 올림픽 평의회(OCA)는 2022년 10월 4일에 캄보디아 프놈펜에서 열린 제41차 총회에서 사우디아라비아 네옴을 2029년 동계 아시안 게임 개최 도시로 선정했다.

### 후보 도시
- 사우디아라비아 네옴

## 방송
- 대한민국 - 미정
- 중국 - CCTV
- 일본 - NHK, JNN, TBS